# Ефектор
Ефе́ктор (рос. эффектор, англ. effector) — мала молекула, яка збільшує (активатор) чи зменшує (інгібітор) активність (алостеричного) протеїну внаслідок того, що зв'язується з регуляторним центром, який не є каталітичним.
У деяких випадках як ефекторні молекули можуть виступати і досить великі молекули білків (так звані ефекторні білки, які теж можуть називати просто ефекторами), особливо у внутрішньоклітинних сигнальних каскадах.
Термін ефектор також використовується і в інших областях біології та фізіології.
Так, у фізіології ефекторним органом часто називають виконавчий орган чи орган-мішень впливу, що виконує ті чи інші «накази» ЦНС або ендокринних залоз. Наприклад, у випадку рефлекторного відсмикування руки від гарячої плити ефекторним органом є рука. У разі викиду в кров АКТГ ефекторним органом є кора надниркових залоз. А у випадку викликаного стресом збільшення концентрації адреналіну в плазмі крові та збільшення потоку імпульсів симпатичної стимуляції з ЦНС ефекторними органами є всі органи, що мають симпатичну іннервацію або володіють адренорецепторами (серце, бронхи, м'язи та ін.).
Ефекторним кінцем (або ефекторним терміналом, ефекторним синапсом) називають дистальний кінець аксона, за допомогою якого нейрон безпосередньо контактує з органом або тканиною, які він стимулює або інгібує.
У імунології ефекторними клітинами, на відміну від регуляторних клітин, називають клітини, які безпосередньо виконують завдання імунітету, такі, як виявлення, розпізнавання і знищення злоякісних клітин, бактерій, грибків та інших патогенів.
У робототехніці кінцевим ефектором є пристрій на кінці роботизованої руки, призначений для взаємодії з навколишнім середовищем. Точний характер цього пристрою залежить від застосування робота. Кінцеві ефектори можуть складатися із захоплення або інструменту.